# Knisterbach
Der Knisterbach ist ein orografisch rechtes Nebengewässer der Wapel in Nordrhein-Westfalen, Deutschland. Er hat eine Länge von 13,5 km. 

## Flussverlauf
Der Knisterbach entspringt in ungefähr 89 Metern Höhe im Verler Ortsteil Sürenheide. Das als Flachlandbach einzustufende Gewässer entsteht durch mehrere Abflüsse aus der dortigen Wiesenlandschaft. Bereits wenige Meter unterhalb des Quellgebietes führt ein Ableiter zum nur unwesentlich weiter nördlich verlaufenden Menkebach und sorgt somit für eine ständige Verbindung zwischen den Gewässern. 
Der Knisterbach fließt im weiteren Verlauf in südwestliche Richtung durch Sürenheide und nachfolgend durch das dortige Industriegebiet, in welchem er einige Löschwasserteiche speist. Innerhalb des Industriegebietes überschreitet der Bach die Stadtgrenze zu Gütersloh, unterquert daraufhin die Bundesautobahn 2 und durchzieht den Gütersloher Ortsteil Spexard. Zunächst wird hier Siedlungsgebiet durchflossen, daraufhin führt der Bachlauf aber auch über Wiesen mit teilweiser Uferbehölzung. Bei der Durchquerung eines weiteren bebauten Gebietes ist der Knisterbach zeitweise verrohrt.
Im weiteren Verlauf fließt das Gewässer dann in wieder ländlicherem und zum Teil auch bewaldetem Gelände unterhalb am Gütersloher Ortsteil Kattenstroth vorbei. Kurzzeitig betritt der Knisterbach hier auch Rheda-Wiedenbrücker Gebiet und bildet in einem knappen Teilstück die Stadtgrenze zu Gütersloh. Südwestlich von Kattenstroth und wieder auf Gütersloher Boden mündet der Knisterbach schließlich in die Wapel. Kurz vor der Mündung wird noch ein Ableiter über ein Rückhaltebecken zum Wapelbad geführt, dieser Ableiter mündet dort ebenfalls in jenen Fluss.
Der Knisterbach überwindet während seiner Fließstrecke einen Höhenunterschied von 18 Metern, somit ergibt sich ein mittleres Sohlgefälle von 1,3 ‰.

## Umwelt
Die Gewässergüte des Knisterbaches wird an mehreren Stellen durch industrielle Abwässer sowie landwirtschaftliche Einflüsse beeinträchtigt und befand sich laut Gewässergütebericht 2001 des Landesumweltamtes Nordrhein-Westfalen im gesamten Verlauf in stark verschmutztem Zustand. Mittlerweile gibt es jedoch Bemühungen, die Gewässergüte und den Zustand der Uferflora durch verschiedene Maßnahmen zu verbessern.